# Isaac Fulda

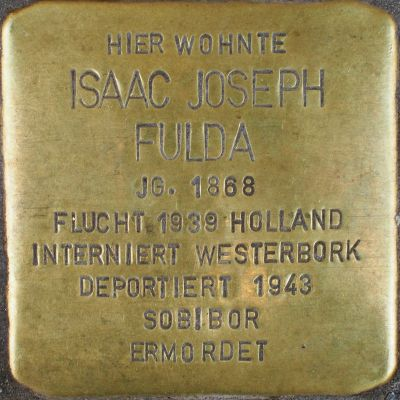
Stolperstein für Isaac Fulda

Isaac Joseph Fulda (geboren 5. Juli 1868 in Mainz; gestorben 28. Mai 1943 in Sobibor) war ein deutscher Bankier.

## Leben

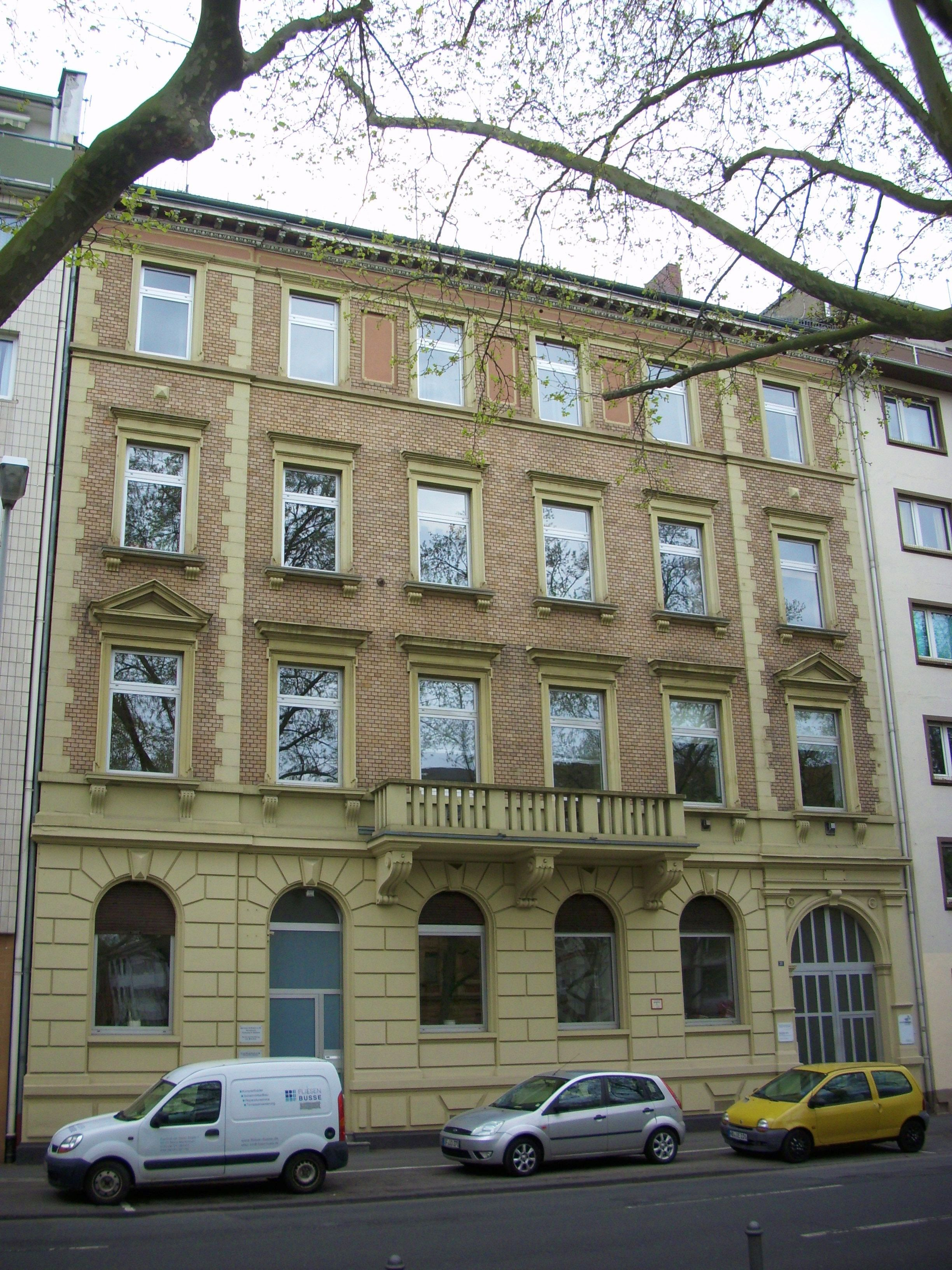
Mainz, Kaiserstraße 38

Isaac Fulda wurde am 5. Juli 1868 als Sohn von Josef Fulda (1835–1919) in Mainz geboren. Die Vorfahren stammen aus Frankfurt am Main und waren nach 1717 nach Mainz umgesiedelt. Ein Vorfahr war seit 1807 als „Geldwechsler“ in Mainz ansässig. Im Jahr 1842 wurde schließlich das Bankhaus Fulda in Mainz gegründet. Die Geschäftsräume der Bank waren ab ca. 1842 in der Klarastraße 29. Dort ließ sich Josef Fulda 1883 ein repräsentatives Gebäude vom Mainzer Architekten Peter Gustav Rühl bauen. 
Isaac Fulda wurde 1892 Teilhaber des Bankhauses Fulda. Fünf Jahre später heiratete Isaac die aus Regensburg stammende Johanna Rosenblatt (* 1876). Aus der Ehe gingen die Kinder Leonhard (* 1898), Ernst (* 1899) und Emma Charlotte (* 1902) hervor.
1923 wurde auf Initiative von Isaac Fulda die Mainzer (später Rheinische) Garantiebank Kautionsversicherungs AG gegründet, die ihre Geschäftsräume in einem Gebäude Ecke Diether-von-Isenburg-Straße/Ernst-Ludwig-Straße hatte. Die Bank, die als Kreditversicherer agierte, ist heute unter dem Namen Coface Deutschland bekannt. 
Isaac Fulda war langjähriges Mitglied der Mainzer Stadtverordnetenversammlung und war im Vorstand der orthodoxen jüdischen Religionsgemeinschaft tätig.
1924 übersiedelte das Bankhaus Fulda von der Klarastraße in die Kaiserstraße 38, wo auch die Familie in einem der oberen Geschosse wohnte. Mit der Machtübernahme durch die NSDAP wurden die Möglichkeiten der Geschäftsausübung für das jüdische Bankhaus erheblich eingeschränkt. 1936 musste Isaac Fulda seinen Aufsichtsratsitz in der Rheinischen Garantiebank aufgeben. Sein Sohn Leonhard wurde von der Funktion als Vorstandsmitglied entbunden. 1937 wurde das Bankhaus Fulda arisiert. Im Oktober 1937 kam Leonhard Fulda und dessen Ehefrau Ruth bei einem Autounfall ums Leben. 1939 wurden die Häuser Kaiserstraße 38 und Klarastraße 29 unter erheblichem Wertverlust verkauft. 
Isaac Fulda emigrierte im Sommer 1939 mit seiner Frau, seinem ledigen Sohn Ernst und seiner Enkeltochter Margot (* 1930) zunächst nach Amsterdam, wo seine Tochter Emma Charlotte Meijer-Fulda seit 1933 wohnte. 1943 wurde Isaac Fulda zusammen mit seiner Frau Johanna, seiner Tochter Emma Charlotte und seiner Enkeltochter Margot über das Durchgangslager Westerbork in den ab 1940 von den Deutschen besetzten Niederlanden in das Vernichtungslager Sobibor deportiert. Alle vier wurden am 28. Mai 1943 dort vergast.

## Ehrungen
- 1990er Jahre: Eine Straße im Neubaugebiet Am Kisselberg in Mainz wird nach Isaac Fulda benannt.
- 18. Februar 2014: Verlegung eines Stolpersteins in der Kaiserstraße 38 in Mainz.